# Вино

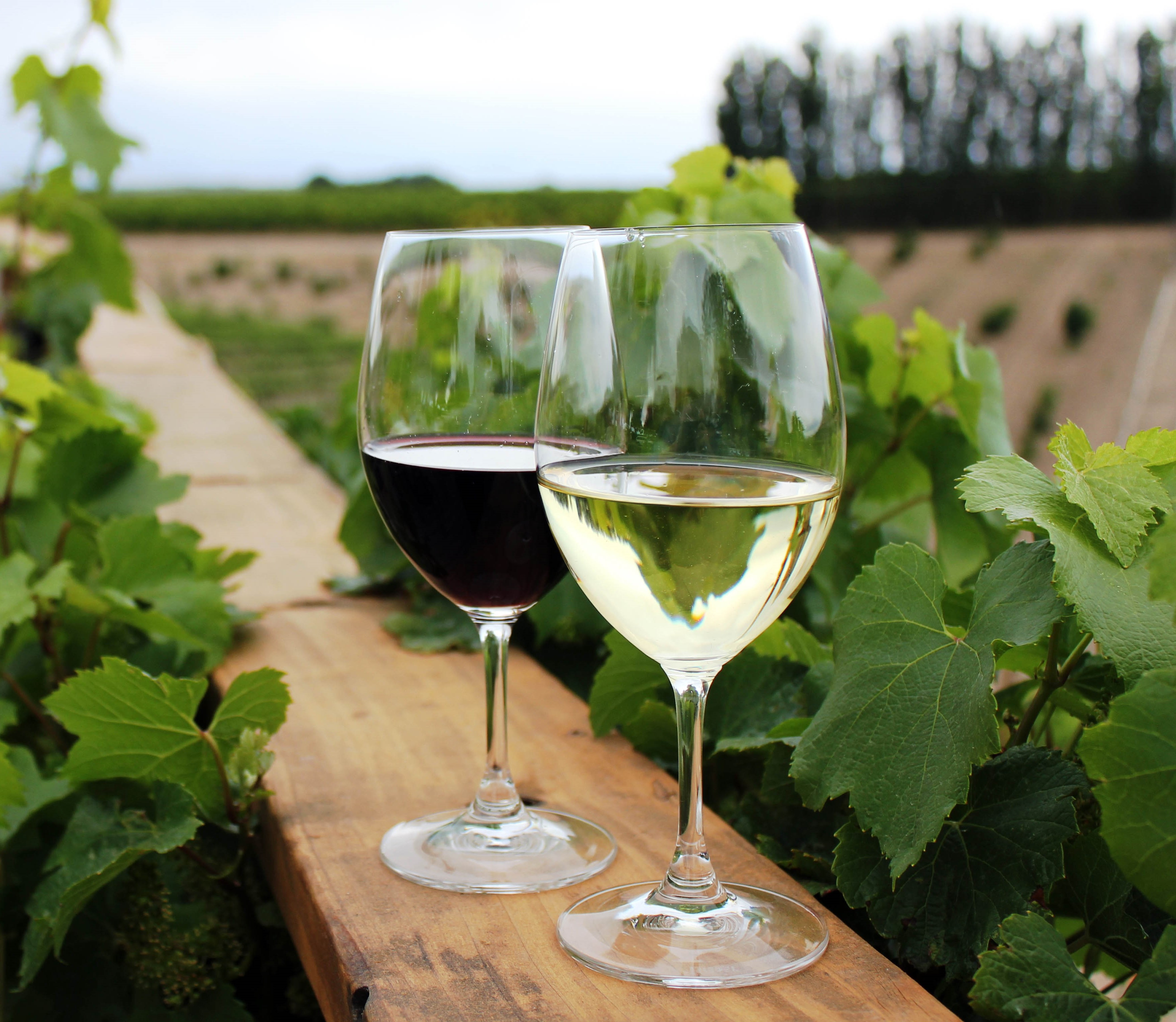
Бокалы с белым и красным вином

Вино́ (др.-греч. μέθυ, лат. vinum) — алкогольный напиток, полученный путём полного (или частичного) сбраживания свежего винограда, дроблёного (или нет), или виноградного сусла.
Согласно определению Международной организации виноградарства и виноделия (OIV), в общем случае содержание алкоголя в итоговом продукте не должно быть менее 8,5 %, однако, принимая во внимание специфические особенности климата, почвы, сорта винограда, качественные показатели и традиции производства отдельных регионов, минимальная крепость законодательно может быть уменьшена до 7 % алкоголя. Национальные законодательства некоторых стран ещё больше понижают эту планку, до уровня в 5,5 %, например для вин Moscato d’Asti, хотя в других странах такие вина могут быть классифицированы иначе.
Верхняя граница содержания алкоголя в обычных виноградных винах в общем случае не лимитируется и определяется лишь способностью винограда к накоплению сахара при созревании и возможностью дрожжевых грибков к его ферментации. Кроме обычных вин существует также категория специальных вин, при производстве которых могут быть использованы специальные техники, повышающие финальную крепость напитка, в том числе добавление дополнительного алкоголя. Для таких вин OIV устанавливает верхнюю планку крепости в 22 % (в некоторых странах — до 24 %). Современное российское законодательство ограничивает диапазон крепости виноградных вин «вилкой» от 7,5 до 18 %, креплёных — от 12 до 22 %.

## Этимология
Обычно слово, обозначающее вино в индоевропейских языках, считается восходящим к древнему средиземноморскому корню; отмечается сходство между наименованиями вина во многих из индоевропейских языков, некоторых семитских языках и в картвельских языках (др.-греч. οῖνος, лат. vīnum, арм. gini, гот. wein, др.-в.-нем. wîn, груз. ɣvino, араб. waynun‎, др.-евр. יין‬). Теория о средиземноморском происхождении слова согласуется с тем, что родиной вина считают Кавказ и Малую Азию, и с отсутствием близких слов в индоиранских языках. В славянские языки (например, ст.‑слав. винѩга) слово было заимствовано либо из латыни, либо из языков германской группы; версия заимствования из латыни согласуется с тем, что виноградарство в Европе распространялось преимущественно римлянами.

## История

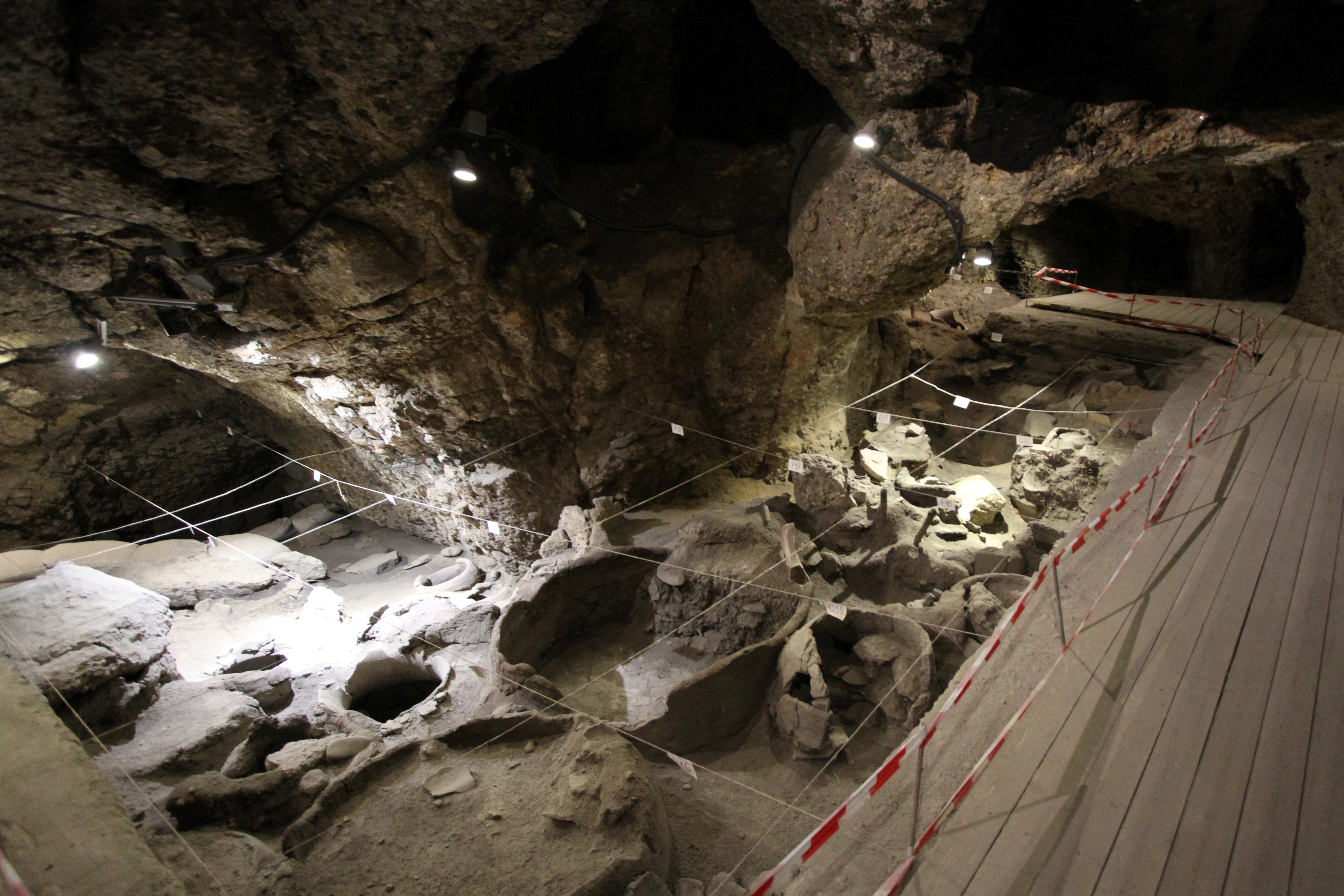
Старейшая из известных виноделен мира в пещере Арени-I

На сегодняшний день существует достаточно стройная система археологических свидетельств, говорящих в пользу того, что вино производили в регионах Кавказа и Закавказья уже в VI тысячелетии до нашей эры. Люди древней культуры Шулавери-Шому, распространённой на территории современных Грузии, Армении, Турции и Азербайджана, оставили после себя глиняные ёмкости, на стенках которых находился налёт, химический анализ которого подтвердил хранение в них перебродившего виноградного сока. Жозе Вуйямо (José Vouillamoz), швейцарский исследователь сортов винограда и соавтор известного винного критика Дженсис Робинсон по книге Wine Grapes, с помощью ампелографического анализа обнаружил в юго-восточной Анатолии (территории современной Турции) следы одомашнивания древними людьми диких сортов винограда. В Армении же в пещере Арени-I была найдена наиболее древняя из известных нам сегодня винодельня, относящаяся к IV тысячелетию до нашей эры. Все эти открытия позволяют говорить о том, что именно территорию Закавказья, Восточную Анатолию, а также междуречье рек Тигр и Евфрат, можно считать колыбелью виноделия.

## Классификации вин
Вина традиционно производятся из ферментированного сока винограда. Алкогольные напитки, произведённые по сходным технологиям из ферментированного сока плодов и ягод, традиционно относились к отдельной категории плодовых или плодово-ягодных вин. Однако, принятый 27 декабря 2019 года, Федеральный закон Российской федерации № 468 «О виноградарстве и виноделии в России» устанавливает новую норму, которая гласит, что понятие «вино» относится только к виноградным винам — статья 26 пункт 2 гласит: «На этикетке (контрэтикетке, кольеретке) и в наименовании алкогольных напитков, полученных брожением иного, чем виноград, плода, использование слова „вино“ и производных от него слов и словосочетаний не допускается».
Не относятся к винам также алкогольные напитки, полученные сбраживанием овощей и зерновых культур или смешиванием алкоголя с соками (брага, наливка, мистель).
Мировые и российские нормы по классификации виноградного вина в целом имеют много общего, но почти всюду различаются в мелких деталях, что в некоторых случаях составляет проблему при импорте иностранных вин в Российскую Федерацию.

### Цвет
В производстве вин используется огромное количество различных сортов винограда, самое общее их разделение на чёрные (зачастую их называют красными) и белые. По цвету различают белые, розовые и красные типы вин. К белым относятся вина, имеющие цвет от светло-соломенного до янтарного или цвета крепко заваренного чая. Иногда белые вина тёмных оттенков, брожение которых проходило в присутствии шкурки ягод винограда (на мезге), выделяют в отдельную категорию оранжевых (или янтарных).
Цвет вина полностью обусловлен цветом виноградных ягод и технологией производства вина, корректировка цвета с применением искусственных и натуральных красителей полностью запрещена (ФЗ № 468, статья 24, пункт 6).
- Белые вина могут быть сделаны из винограда белых, «серых» (или гри/гриджо, с розовой кожицей) или чёрных сортов винограда путём прямого прессования ягод без мацерации на кожице. Цвет белых вин может варьироваться от светло-соломенного с зеленоватыми оттенками до насыщенного золотистого и даже янтарного цвета в зависимости от сорта винограда, метода винификации и возраста вина.
- Розовые вина делают преимущественно из чёрных сортов винограда. Методы производства могут различаться, но в целом основываются на настаивании бесцветного для большинства сортов виноградного сока на кожице, благодаря чему вина приобретают розовый цвет. Длительность такого контакта сказывается на интенсивности цвета и насыщенности вина. Для производства розовых вин с географическим указанием в Европейском Союзе смешивание красного и белого вина запрещено. В других странах такая практика разрешена, но применяется в основном для вин недорогого сегмента.
- Красные вина производят из чёрных сортов винограда путём продолжительной мацерации сусла на кожице. Лишь немногие сорта винограда обладают изначально красным соком, поэтому продолжительность контакта и используемые во время него винодельческие практики напрямую сказываются на интенсивности цвета вина и его танинности.
- Оранжевые вина (англ. amber wines) производят из белых сортов винограда, но используют мацерацию сока винограда с кожицей и косточками (мезгой). Таким образом, получается, что янтарное вино производят из белого винограда, но по технологии красного винограда. В результате, вино приобретает плотную текстуру, янтарный цвет и танины (в отличие от белого вина, произведенного классическим способом). Особую популярность такие вина имеют в Грузии на протяжении нескольких тысяч лет[10].

Белые вина с возрастом приобретают более тёмные тона, а красные, наоборот, бледнеют, так как красящие вещества выпадают в осадок либо обесцвечиваются.
Осадок никак не влияет на вкус продукта, он может появляться на 6—8 год после бутилирования (розлива в бутылки). У марочных портвейнов осадок появляется уже на 4 год после бутилирования, и это может рассматриваться как своеобразное подтверждение качества. Для удаления осадка используют процедуру декантации: вино переливают в графин (декантер), а осадок остаётся в бутылке. У традиционной винной бутылки (бордоской) имеются «плечи», которые облегчают процесс переливки, позволяя оставить осадок в бутылке.

### Технология производства
По мировой классификации вина в соответствии с особенностями технологии производства вина подразделяются на обычные и специальные. К категории обычных вин относятся вина, проходящие полное или частичное сбраживание свежего винограда, дроблёного или нет, или виноградного сусла, без значительных особенностей технологического процесса. К категории специальных вин относят
- Крепленые вина (fortified wines) — вина, с дополнительно добавляемым алкоголем виноградного происхождения, с финальной крепостью до 22 % (в исключительных случаях — до 24 %).
- Плёночные вина (flor or film wines) — вина, проходящие специальную выдержку под биологической плёнкой, которую формируют дрожжи особых разновидностей на поверхности вина. Такие вина могут содержать как только алкоголь полученный при обычном брожении, так и добавленный дополнительно, причём алкоголь не обязан иметь виноградное происхождение, хотя это и настоятельно рекомендуется.
- Игристые вина (sparkling wines) — вина, при откупоривании которых из напитка начинается спонтанное выделение пузырьков углекислого газа, причём весь объём содержащегося в вине в растворённом виде CO2 должен образовываться в результате брожения вина и не должен быть привнесён дополнительно.
- Газированные вина (carbonated wines) — вина, демонстрирующие те же свойства, что и игристые вина, но углекислый газ полностью или частично имеет внешнее происхождение, то есть добавлен в вино искусственно.

Российское законодательство содержит в себе близкие нормы и выделяет наряду с обычными следующие категории вин по технологии производства
- Крепленое (оно же ликерное) вино — пищевая алкогольная сельскохозяйственная винодельческая продукция, которая изготовлена в результате полного или неполного брожения целого или дроблёного свежего винограда или свежего виноградного сусла, при изготовлении которой добавление винного дистиллята, и (или) винного спирта, и (или) зернового этилового спирта осуществляется исключительно в целях приостановки или прекращения процесса брожения свежего виноградного сусла при фактической объёмной доле содержания этилового спирта от 12 до 22 %. По объёмному содержанию алкоголя креплёные вина подразделяются на
  - крепкие — крепленые вина, объемное содержание этилового спирта в которых находится в диапазоне от 16 до 22 процентов, в том числе спирта естественного брожения (натурального спирта) не менее 3 процентов, массовая концентрация сахаров от 3 до 120 граммов на литр
  - десертные — крепленые вина, объемное содержание этилового спирта в которых находится в диапазоне от 12 до 16 процентов, в том числе спирта естественного брожения (натурального спирта) не менее 1,2 процента, массовая концентрация сахаров от 120 до 350 граммов на литр
- Херес — креплёное вино, выдержанное в контакте со специальными расами винных дрожжей, в результате жизнедеятельности которых креплёное вино обогащается химическими соединениями, обусловливающими появление специфического тона в аромате (букете) и во вкусе
- Мадера — крепленое вино, при производстве которого выдержка в дубовых бочках в течение не менее трёх лет сочетается с тепловой обработкой, в том числе естественным способом под воздействием солнечных лучей
- Портвейн — крепленое вино, при производстве которого достижение типичных органолептических характеристик обеспечивается путём длительной выдержки виноматериалов в дубовой таре (для выдержанных портвейнов) или тепловой обработки в стационарных резервуарах и выдержки в условиях регулируемого кислородного режима
- Кагор — креплёное вино из красных сортов винограда, при производстве которого брожению мезги предшествует её тепловая обработка с последующим спиртованием
- Игристое вино — вино, которое при открытии содержащей её ёмкости выделяет углекислый газ, образованный исключительно в результате алкогольного брожения. В категории игристых вин выделена дополнительная категория
  - Российское шампанское — игристое вино, производимое на территории Российской Федерации из выращенного на территории Российской Федерации винограда методом вторичной ферментации полученного из него кюве в ёмкостях, являющихся упаковкой при их розничной реализации (бутылках).

Напиток с искусственным добавлением углекислого газа согласно закону вином не считается и относится к категории газированный виноградосодержащий напиток.
Несмотря на то, что шампанское, херес, мадера, портвейн и, отчасти, кагор являются географическими указаниями для вин, производимых в соответствующих регионах Франции, Испании и Португалии, эти наименования использованы в Федеральном законе № 468 со ссылкой на «традиционное использование» их на территории России в течение более чем 100 лет.
Напитки с добавлением любых ароматизирующих ингредиентов натурального или искусственного происхождения, которые до 2019 года назывались ароматизированными винами в соответствии с новым законодательством винами не считаются и классифицируются как ароматизированные виноградосодержащие напитки из виноградного сырья.

### Сроки выдержки
В России, по качеству и срокам выдержки обычные и креплёные вина подразделяются на:
- молодые (в таких винах допускается опалесценция) — вина, поступающие на бутылочный розлив и оформление без выдержки и направляемые для реализации в течение девяноста дней после завершения процесса брожения
- ординарные — поступающие на бутылочный розлив и оформление без выдержки после 1 января года, следующего за годом сбора урожая
- выдержанные — выдерживаемые перед бутылочным розливом не менее шести месяцев (12 месяцев для креплёных вин), считая с 1 января года, следующего за годом сбора урожая
- марочные — выдерживаемые перед бутылочным розливом не менее восемнадцати месяцев (24 месяца для креплёных вин), считая с 1 января года, следующего за годом сбора урожая
- коллекционные — поступающие на оформление после бутылочной выдержки в течение не менее тридцати шести месяцев, считая с даты закладки на бутылочную выдержку

Классификация игристых вин несколько отличается:
- игристое вино выдержанное — игристое вино, выдержанное после окончания вторичного брожения не менее 6 месяцев
- российское шампанское выдержанное — российское шампанское, выдержанное не менее 9 месяцев после окончания вторичной ферментации в емкостях, являющихся упаковкой при их розничной реализации (бутылках)
- российское шампанское коллекционное — российское шампанское, выдержанное не менее 36 месяцев после окончания вторичной ферментации в емкостях, являющихся упаковкой при их розничной реализации (бутылках)

Единых мировых норм по срокам выдержкам вин не существует, тем не менее в отдельных странах и винодельческих регионах они могут быть установлены. Чаще всего для вин с определёнными сроками выдержки используются термины «резерв» и «гран резерв», но точные значения и сроки выдержки для данных терминов могут очень сильно варьироваться. Так, в частности, итальянское вино Barolo из Пьемонта должно быть выдержано не менее 38 месяцев из которых не менее 18 месяцев в дубовых бочках, а Barolo Riserva — не менее 62 месяцев, из которых не менее 18 в бочках. В то же время для испанских вин региона Риоха сроки выдержки базовых вин не установлены, для красных вин Rioja Reserva требуется 36 месяцев выдержки из которых не менее 12 месяцев в дубовых бочках, а для вин Rioja Gran Reserva — не менее 60 месяцев из которых не менее 12 — в бочке.
Несмотря на существующее представление о том, что «чем старше вино, тем оно лучше» большинство сухих вин, вне зависимости от страны происхождения, должно выпиваться сравнительно молодыми — для большинства белых вин эксперты рекомендуют срок потребления от 1 до 3 лет после производства, для красных вин — от 2 до 5-7 лет.
Тем не менее вина хороших виноделен, произведённые в лучшие годы, могут сохранять и улучшать свои качества на протяжении очень долгих лет: так, знаменитый винный критик Дженсис Робинсон в 2017 году опубликовала обзор дегустации высоклассных сухих вин из региона Бордо, произведённых в 1924—1928 годах. На момент дегустации винам было более чем по 90 лет и как минимум одно из вин (Château Cheval Blanc урожая 1928 года) было в отличной форме.
Коллекционные креплёные вина могут прожить и более века — винный эксперт Ричард Мэйсон, автор и председатель судейской комиссии по креплёным винам журнала Декантер в 2020 году опубликовал обзор дегустации португальских портвейнов, самый старый из которых датировался 1834 годом.
Самое древнее в мире вино в жидком состоянии было обнаружено в июне 2024 года в Испании в андалузском городе Кармона. Напиток возрастом более 2000 лет находился внутри погребальной урны, обнаруженной в древнеримской гробнице.

### Содержание сахара
По содержанию сахаров обычные вина подразделяются на сухие, полусухие, полусладкие и сладкие.
| Российская классификация | Мировая классификация |
| --- | --- |
| Сухие вина — вина с массовой концентрацией сахаров не более 4 граммов на литр. Вино называют «сухим» потому, что в нём «досуха» (полностью) сброжен сахар. | Dry wines — не более 4 г/л остаточного сахара или до 9 г/л, если уровень сахара не превышает кислотность, выраженную в винной кислоте, на более чем 2 г/л (то есть вино с 9 граммами остаточного сахара будет считаться сухим, если его кислотность составляет не менее 7 г/л) |
| Полусухие вина — вина с массовой концентрацией сахаров от 4 до 18 граммов на литр                                                                          | Demi-sec wines — менее 12 граммов остаточного сахара или до 18 граммов, если уровень сахара не превышает кислотность, выраженную в винной кислоте, на более чем 10 г/л |
| Полусладкие вина — вина с массовой концентрацией сахаров от 18 до 45 граммов на литр                                                                       | Semi-sweet wines — вина с массовой концентрацией сахаров от 18 до 45 граммов на литр |
| Сладкие вина — вина с массовой концентрацией сахаров более 45 граммов на литр                                                                              | Sweet wines — вина с массовой концентрацией сахаров более 45 граммов на литр |

Для игристых вин установлены отличные от тихих вин категории
| Российская классификация                                                                  | Мировая классификация                                                                                  |
| ----------------------------------------------------------------------------------------- | --- |
| Экстра брют — игристые вина с массовой концентрацией сахаров менее 6,0 граммов/литр       | не определено                                                                                          |
| Брют — игристые вина с массовой концентрацией сахаров от 6,0 до 15,0 граммов/литр         | Brut (Брют) — игристые вина с массовой концентрацией сахаров до 12,0 граммов/литр                      |
| не определено                                                                             | Extra-dry (Экстра-сухое) — игристые вина с массовой концентрацией сахаров от 12,0 до 17,0 граммов/литр |
| Сухое — игристые вина с массовой концентрацией сахаров от 15,0 до 25,0 граммов/литр       | Dry (Сухое) — игристые вина с массовой концентрацией сахаров от 17,0 до 32,0 граммов/литр              |
| Полусухое — игристые вина с массовой концентрацией сахаров от 25,0 до 40,0 граммов/литр   | Demi-sec (Полусухое) — игристые вина с массовой концентрацией сахаров от 32,0 до 50,0 граммов/литр     |
| Полусладкое — игристые вина с массовой концентрацией сахаров от 40,0 до 55,0 граммов/литр | не определено                                                                                          |
| Сладкое — игристые вина с массовой концентрацией сахаров от 55,0 граммов на литр          | Sweet (Сладкое) — игристые вина с массовой концентрацией сахаров более 50,0 граммов/литр               |

### Сорта винограда
Большая часть вин в мире производится из различных сортов винограда вида Vitis vinifera, однако существует и множество других видов лозы, которые тоже находят применение в виноградарстве и виноделии. Vitis labrusca, Vitis rupestris, Vitis berlandieri и Vitis rotundifolia, известные ещё как американские виды, используются как для производства вина, так и для создания гибридных сортов. Без американских лоз невозможно представить современное виноделие, так как именно на их корневую систему, устойчивую к важнейшему вредителю винограда — филлоксере, прививают черенок европейской лозы. Vitis amurensis, азиатский вид лозы, также используется для создания устойчивых к низким температурам гибридов. Сорта, родителями которых являются лозы, которые на 100 % являются представителями разных видов называются гибридами прямых производителей (например — Изабелла, гибрид 100 % лоз видов Vitis vinifera и Vitis labrusca).
То, что Vitis vinifera стал настолько популярным, не случайно. Высокое содержание сахара в большинстве сортов вида является основным фактором при выборе для использования в большей части мирового виноделия. Естественного содержания сахара, обеспечивающего необходимый материал для брожения, достаточно для производства вина с содержанием алкоголя 10 % и выше; вина с меньшим содержанием алкоголя недостаточно стабильны из-за их чувствительности к различным бактериальным «заболеваниям». Умеренная кислотность спелого винограда сорта V. vinifera также благоприятна для виноделия.
Третий фактор, привлекающий виноделов к этому виду лозы, — это огромная палитра сортов. Кожица разных цветов, бесцветный или окрашенный сок, вкус, который варьируется от довольно нейтрального до чрезвычайно насыщенного — все это позволяет создавать невероятно широкую гамму вин.
Дженсис Робинсон и соавторы в книге Wine Grapes описывают 1368 сортов винограда, которые находятся в коммерческом производстве. В международном каталоге сортов Vitis (VIVC) числится 21 045 наименований, в том числе 12 250 сортов V. vinifera, однако, в это число входит большое количество синонимов. Фактическое количество сортов винограда вида V. vinifera в мире оценивается в 6 000. Сорта, пригодные для производства вина, называют техническими.
По сортовому составу вина подразделяются на
- сортовые (моносепажные) вина — вино, изготовленное из винограда, не менее 85 % которого относится к одному сорту рода Vitis;
- купажные (ассамбляжные) вина — вырабатываются из разных сортов винограда, путём смешивания свежего виноградного сусла и (или) виноградного сусла в состоянии брожения и (или) вина, креплёного вина, изготовленных из разных сортов винограда, при этом ни один из сортов не имеет доли в 85 % и более

Для посадки и производства вина предназначенного для продажи в Российской Федерации можно использовать только сорта винограда, входящие в Государственный реестр селекционных достижений Российской Федерации. Актуальная версия реестра ведётся и публикуется ФГБУ «Госсорткомиссия» на официальном сайте организации.
Федеральный закон № 468 устанавливает, что информация о сорте (сортах) винограда обязана быть указана на этикетке (контрэтикетке, кольеретке) любого вина, предназначенного для продажи в Российской Федерации, независимо от места производства вина.

### Географическое происхождение
Дополнительным видом классификации вин является их разделение по принципу географического происхождения винограда, использованного для их производства.
Общеевропейская классификация вин, вслед за традиционными классификациями, принятыми в Испании, Франции, Италии, опирается на выделение территорий в соответствии с уровнем производимых на них вин. В упрощённой классификации, принятой Евросоюзом, различаются:
- Wine without Geographical Indication, Wine of country — вина без географической индикации, соответствующие столовым винам в классификации отдельных стран;
- Wine with Protected Geographical Indication (PGI) — вина, производимые из винограда, собранного в определённой винодельческой местности;
- Wine with Protected Designation of Origin (PDO) — вина, производимые из винограда, собранного в определённой винодельческой местности и с регламентированным контролем качества продукции.

#### В России
В настоящее время для вин, производимых в РФ, законодательно установлены следующие понятия:
- вино России — вино, крепленое вино, игристое вино, полностью (на 100 %) произведённое из винограда, выращенного на территории Российской Федерации;
- вино с защищённым географическим указанием (вино ЗГУ) — вино, крепленое вино, игристое вино, которые изготовлены из свежего винограда сорта или смеси сортов винограда вида; Vitis Vinifera, а также сортов, полученных скрещиванием сортов Vitis Vinifera с сортами других видов рода Vitis, за исключением гибридов прямых производителей, выращенных в границах определённой виноградо-винодельческой зоны Российской Федерации, с использованием разрешённых технологических приемов виноградарства и виноделия и при изготовлении которых операции первичного и вторичного виноделия осуществляются в границах данной виноградо-винодельческой зоны;
- вино с защищённым наименованием места происхождения (вино ЗНМП) — вино, крепленое вино, игристое вино, которые изготовлены из свежего винограда сорта или смеси сортов винограда вида Vitis Vinifera, а также сортов, полученных скрещиванием сортов Vitis Vinifera с сортами других видов рода Vitis, за исключением гибридов прямых производителей, выращенных в границах и регламентированных для определённого виноградо-винодельческого терруара Российской Федерации, с использованием регламентированных для данного виноградо-винодельческого терруара технологических приемов виноградарства и виноделия и при изготовлении которых операции первичного и вторичного виноделия осуществляются в границах данного виноградо-винодельческого терруара.

Понятия «вино России», «вино ЗГУ» и «вино ЗНМП» применимы только к винам российского производства и не распространяются на вина, произведённые в других странах.
На конец 2020 года было выделено 7 крупных территориальных ЗГУ и 8 внутренних кубанских, и 23 ЗНМП:
ЗГУ — «Крым», «Нижняя Волга», «Долина Дона», «Ставрополье», «Дагестан», «Долина Терека»,  «Кубань», «Кубань. Таманский полуостров»,  «Кубань. Долина реки Афипс», «Кубань. Восточное Приазовье», «Кубань. Семигорье», «Кубань. Крымск», «Кубань. Геленджик»,  «Кубань. Анапа»,  «Кубань. Новороссийск».
ЗНМП — «Арпачин» (Ростовская обл., с. п. Арпачин), «Дербентский район» (Дагестан, в границах Дербентского р-на), «Голубицкая стрелка» (Темрюкский р-н), «Тмутаракань» (Темрюкский р-н, с.п. Запорожское), «Курень Титаровский. 1794» (Темрюкский район, с.п. Старотитаровское), «Сенной» (Темрюкский р-н), «Южный берег Тамани» (Темрюкский р-н), «Долина Лефкадия» (Крымский р-н), «Дивноморское» (Геленджик), «Абрау-Дюрсо» (Новороссийск), «Мысхако» (Новороссийск), «Виноградники Геленджика», «Красная Горка», «Плато Аманат», «Сикоры» (Новороссийск), «Виноградники Гай-Кодзора» (Гай-Кодзор), «Тристория», «Долина Шумринки» (Гай-Кодзор), «Сухая Гора», «Гора Колдун» (Мысхако), «Маркотхские холмы» (Кабардинка), «Геленджик-Криница-Бетта» (Пшадский с.о.), «Бюрнье-Сенетха» (Геленджик).

## Виноделие

### Технология производства
Производство вина разделяют на две основные стадии: первичное виноделие, включающее процессы переработки винограда вплоть до получения молодого вина, и вторичное виноделие, включающее выдержку и обработку молодого вина.
Начальные операции переработки винограда на винодельне — дробление и прессование винограда. Для производства белого вина на этом этапе отделяют мезгу от получившегося виноградного сусла. Затем сусло помещают в чаны. В промышленном виноделии на этом этапе при помощи серосодержащих препаратов подавляют развитие различных видов патогенной микрофлоры, находящейся на кожице винограда, для предотвращения естественного неконтролируемого брожения. Контролируемое брожение обычно проходит при температуре 14-18 градуса (для белых вин) и 22-30 (для красных вин). В этом процессе дрожжи ферментируют сахара виноградного сока, вырабатывая этанол и углекислый газ. Брожение длится от 4 до 10 дней, столовые вина — 4-6 дней, более качественные белые вина — 5-7 дней, красные — 7-10 дней. После прекращения брожения молодое вино проходит этап осветления, когда взвешенные частицы осаждают добавкой различных веществ — взбитого белка, бентонита (глины), желатина. В зависимости от конкретной технологии производства, типа вина, и способа дальнейшей его выдержки, вино могут периодически переливать, снимая с осадка и для обогащения кислородом, центрифугировать и фильтровать для удаления мелких частиц.

#### Использование сульфитов
Сульфиты, получаемые с помощью диоксида серы, в виноделии используют в качестве безопасного антисептика и антиокислителя. Принципиальное значение состоит в подавлении процесса роста и размножения различных микроорганизмов, которые могут привести к порче вина.

### География виноделия
Виноград — растение с достаточно широкими требованиями к региону произрастания по климатическим, почвенным и иным природным условиям. В итоге лоза может произрастать в очень большом количестве различных стран, соответственно, вино производится практически во всей Евразии (особенно во Франции, Италии и Испании); в Северной и Южной Америке; в Африке (особенно в ЮАР); в Австралии и в Новой Зеландии.
В 2020 году площадь виноградников мира, включающая лозы для производства вина, соков, столового винограда и изюма, а также ещё не плодоносящие молодые лозы, оценивается в 7,3 млн га. Начиная с 2000 года наблюдалось значительное снижение виноградарских земель, однако, на данный момент ситуация стабилизировалась.
Испания прочно удерживает лидирующую позицию в мире по площади виноградников, однако, из-за низкой плотности посадок и низкой урожайности, страна почти всегда уступает по объёмам производства другим мировым лидерам — Франции и Италии. В последние десятилетия активно развивалось виноградарство в Китае, однако значительную площадь китайских виноградников занимают столовые, а не технические сорта. Однако в последние несколько лет динамика изменилась на обратную.
Годовые объёмы производства в каждой из стран могут варьироваться в довольно широких пределах (до ±30 % объёма) в зависимости от климатических, экономических и иных причин. 2021-й год выдался на редкость неурожайным в Северном полушарии. Причиной тому — погодные условия: весенние заморозки, ливневые летние дожди и высокая влажность, повлёкшая за собой атаку милдью. Больше всего пострадала Франция, где потери составили −27 % по отношению к прошлому году. В Италии и Испании снижение урожая чуть менее значительно. Из-за климатических проблем 2021 Франция даже уступила второе место Испании в тройке стран-лидеров мирового производства. Другие крупные европейские винные державы, такие как Германия, Португалия и Румыния, наоборот, закончили год в плюсе. Сбалансировал потери ведущих стран и удачный урожай в США.
В большинстве стран Южного полушария кампания 2021 оказалась успешной. В Чили собрали самый обильный урожай за 20 лет, а Аргентина увеличила производство на 16 % по сравнению с неудачным прошлым годом. Австралия может похвастаться лучшим по объёму урожаем, начиная с 2006. Не повезло лишь Новой Зеландии. Здесь из-за весенних заморозков виноделы потеряли 19 % по отношению к предыдущему году.

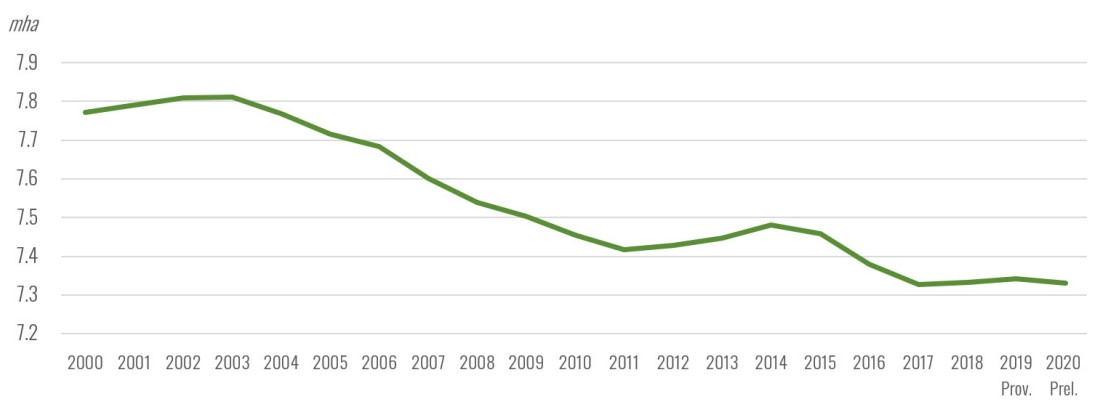
Площадь виноградников мира, включающая лозы для производства вина, соков, столового винограда и изюма

| Место               | Страна     | 2016   | 2017   | 2018   | 2019   | 2020   | Статья о виноделии в стране             |
| ------------------- | ---------- | ------ | ------ | ------ | ------ | ------ | --------------------------------------- |
| 1                   | Италия     | 50 900 | 42 500 | 54 800 | 47 500 | 49 100 | Виноделие в Италии                      |
| 2                   | Франция    | 45 400 | 36 400 | 49 200 | 42 200 | 42 200 | Виноделие во Франции                    |
| 3                   | Испания    | 39 700 | 32 500 | 44 900 | 33 700 | 40 700 | Виноделие в Испании                     |
| 4                   | США        | 24 900 | 24 500 | 26 100 | 25 600 | 22 800 | Виноделие в США                         |
| 5                   | Аргентина  | 9 400  | 11 800 | 14 500 | 13 000 | 10 800 | Виноделие в Аргентине                   |
| 6                   | ЮАР        | 10 500 | 10 800 | 9 500  | 9 700  | 10 400 | Виноделие в Южно-Африканской Республике |
| 7                   | Чили       | 10 100 | 9 500  | 12 900 | 11 900 | 10 300 | Виноделие в Чили                        |
| 8                   | Германия   | 9 000  | 7 500  | 10 300 | 8 200  | 8 400  | Виноделие в Германии                    |
| 9                   | Китай      | 13 200 | 11 600 | 9 300  | 7 800  | 6 600  | Виноделие в Китае                       |
| 10                  | Португалия | 6 000  | 6 700  | 6 100  | 6 500  | 6 400  | Виноделие в Португалии                  |
| 11                  | Россия     | 5 200  | 4 500  | 4 300  | 4 600  | 4 400  | Виноделие в России                      |
| полный список стран |            |        |        |        |        |        |                                         |

### Современные методы виноградарства и виноделия

#### Органическое виноградарство
Органическое виноградарство предполагает поддержание естественного баланса в винограднике и его окрестностях, без использования синтетических удобрений, гербицидов, инсектицидов или фунгицидов. Это производственная система виноградарства, которая стремится:
- поддерживать экосистемы и плодородие почв в долгосрочном масштабе;
- к увеличению биоразнообразия и защите природных ресурсов;
- способствовать использованию экологических процессов и циклов;
- свести к минимуму или исключить внешнее вмешательство и методы виноградарства, требующие использования продуктов химического синтеза;
- использовать органические продукты и процессы в процессах преобразования и производства и старается избегать использования всех методов, оказывающих значительное негативное воздействие на окружающую среду.

Также исключает использование генетически модифицированных организмов и исходных материалов, полученных от генетически модифицированных организмов.

#### Биодинамика
Биодинамика — следующий шаг после органического виноградарства, заключающийся в том, чтобы ухаживать за почвой и обращаться с виноградником как с одним большим живым организмом. Эта система основана на идеях учёного и философа Рудольфа Штайнера и следует лунному циклу, который определяет сроки таких операций, как обрезка и сбор урожая. Производители, придерживающиеся таких принципов, также используют на винограднике так называемые «препараты» из навоза, ферментированных трав и минералов.

#### Натуральное виноделие
Натуральное виноделие — более сложная и противоречивая тема, потому что этот термин не имеет чёткого определения и, в отличие от органического и биодинамического, не существует признанных на международном уровне форм сертификации. Это система этических представлений, предполагающая минимальное вмешательство в производство вина, отказ от добавок, фильтрации и культивированных дрожжей, минимальное добавление диоксида серы или полный отказ от него. Такие вина могут быть нефильтрованными и обладать непривычным вкусом.[3] Некоторые производители натуральных вин часто говорят о своём метода как о возвращение к истокам и природе. Их оппоненты отмечают, что в винам, произведённых натуральным методом, часто встречаются дефекты и в некоторых случаях они даже могут вызывать аллергические реакции.

## Экономика
Мировое потребление вина в 2020 году составило в 234 млн гл, что на 3 % меньше, чем в 2019 году. Это падение на 7 млн гл аналогично тому, которое наблюдалось во время глобального финансового кризиса 2008—2009 годов. Первый год санитарного кризиса COVID-19 выявил асимметричное поведение потребителей в разных странах мира. В 2024 году потребление вина снизилось до самых низких с 1961 года показателей — продажи составили 214,2 млн гектолитров (падение 3,3 % год к году). Производство в 2024 году также снизилось до самого низкого за последние 60 лет уровня — 225,8 млн гектолитров (падение 4,8 % год к году). 
Несмотря на то, что это самый низкий зарегистрированный уровень потребления с 2002 года, эта цифра свидетельствует о том, что винный сектор в целом не отставал от других товаров. Однако, учитывая допустимую погрешность при отслеживании мирового потребления вина, к этим цифрам следует относиться с осторожностью. Также значительный пересмотр потребления вина в Китае сделал ситуацию в этой стране ключевым фактором снижения уровня потребления в последние несколько лет.

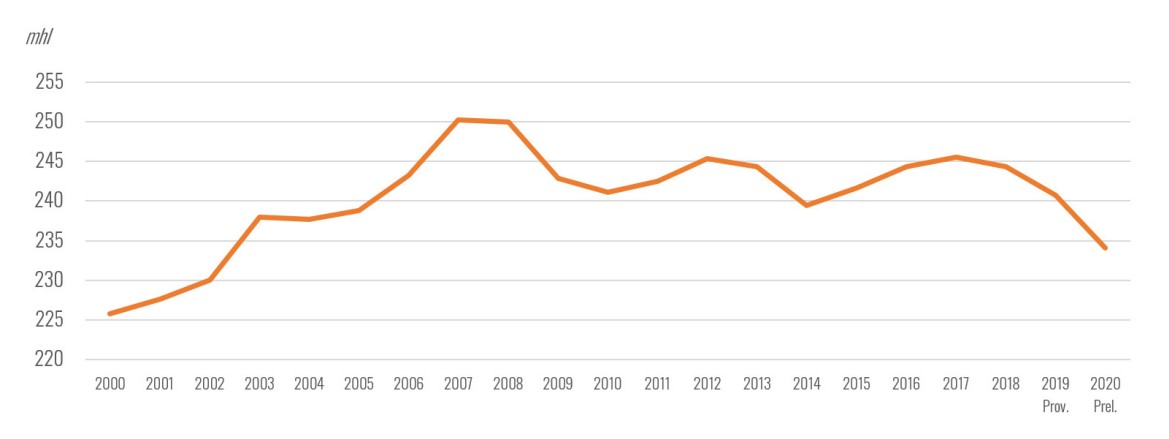
Мировое потребление вина в 2000—2020 годы

США, Франция и Италия — крупнейшие потребители вина в мире, поглощающие ежегодно 33, 27 и 22 млн гектолитров вина соответственно. Однако, при расчёте на душу населения картина немного отличается. Франция и Италия сохраняют свои лидирующие позиции, однако на первом месте оказывается Португалия, в которое подушное годовое потребление по данным OIV 2018 года составляет 62 литра.
Россия входит в десятку крупнейших потребителей вина с объёмом потребления 12 млн гектолитров в год. Результат на душу населения более скромный — около 10 литров.
В 2019 году вино занимало 101-е место среди наиболее торгуемых товаров на мировых рынках, объём мирового экспорта/импорта оценивается в 35,7 млрд долл. США.
Крупнейшими экспортёрами вина в 2020 году были:
- Франция (8,7 млрд евро);
- Италия (6,2 млрд евро);
- Испания (2,6 млрд евро);
- Австралия (1,7 млрд евро);
- Чили (1,5 млрд евро).

Крупнейшими импортёрами вина в 2017 году были:
- США (5,2 млрд евро);
- Великобритания (3,8 млрд евро);
- Германия (2,6 млрд евро);
- Канада (1,7 млрд евро);
- Китай (1,6 млрд евро).

### Цена
Франция
По состоянию на 2024 год, бутылка рядового вина сорта Bordeaux продается в супермаркетах по цене ниже €3 ($3.25). Некоторые сельские кооперативы продают местное вино из бочек по €1.90 за литр.

## Культура употребления вина

### Винный этикет
Винный этикет — это правила сервировки вина, также рекомендации по сочетанию вин и блюд.
- Перед едой, для возбуждения аппетита, обычно пьётся аперитив: мадера, херес, вермут.
- Белые столовые вина подаются к закуске, лёгким мясным и рыбным блюдам, преимущественно в начале трапезы.
- Натуральные сухие, полусухие и полусладкие вина хорошо сочетаются с овощными блюдами и являются продолжением подач.
- Красное сухое вино подходит к баранине, телятине, дичи, домашней птице, шашлыку, плову, буженине, основным блюдам.
- В завершение трапезы подаётся дижестив, в качестве которого может выступать крепкий алкоголь (бренди, виски, ликёры) или десертные вина.

Исторически винный этикет считался важным аспектом винной культуры, но в настоящее претерпевает активные изменения. Появление в гастрономии таких направлений как фьюжн, авторская кухня и прочих современных течений существенно изменили, если не полностью отменили рекомендации по подаче тех или иных вин в порядке обеда или ужина, оставив его на усмотрение гостя ресторана и сомелье.

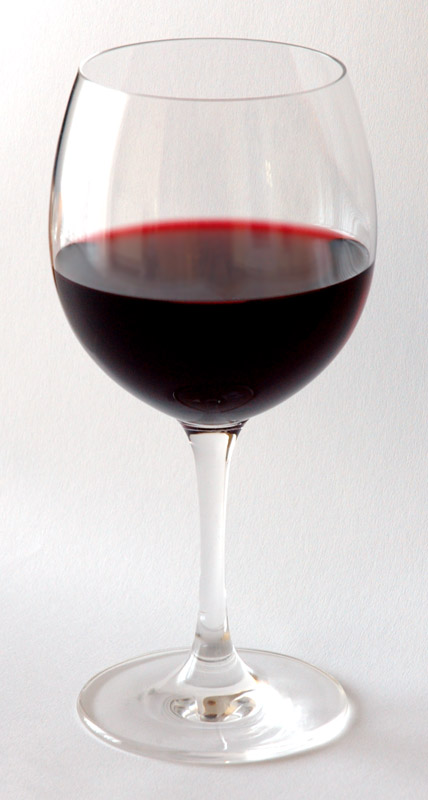
Универсальный винный бокал

Сравнительно каноническими остаются только температура подачи различных вин — стандарт мирового сервиса предусматривает следующие температуры:
- Минеральная вода — 6-8˚С
- Сладкие белые вина — 6-8˚С
- Сухие херес и мадера — 6-8˚С
- Игристые вина, шампанское — 6-10˚С
- Лёгкие белые и розовые вина — 7-10˚С
- Лёгкие сорта пива, лагер, хеллес, пилс — 9-11˚С
- Плотные белые и лёгкие красные вина — 10-13˚С
- Плотно охмелённые (с заметной горечью) сорта пива — 12-14˚С
- Выдержанные портвейны и сладкий херес — 12-16˚С
- Средней плотности красные вина — 15-18˚С
- Плотные и выдержанные красные вина — 15-18˚С
- Темные эли и стауты — 15-18˚С
- Сладкая мадера и очень старые портвейны — 18-20˚С

### Выбор бокалов

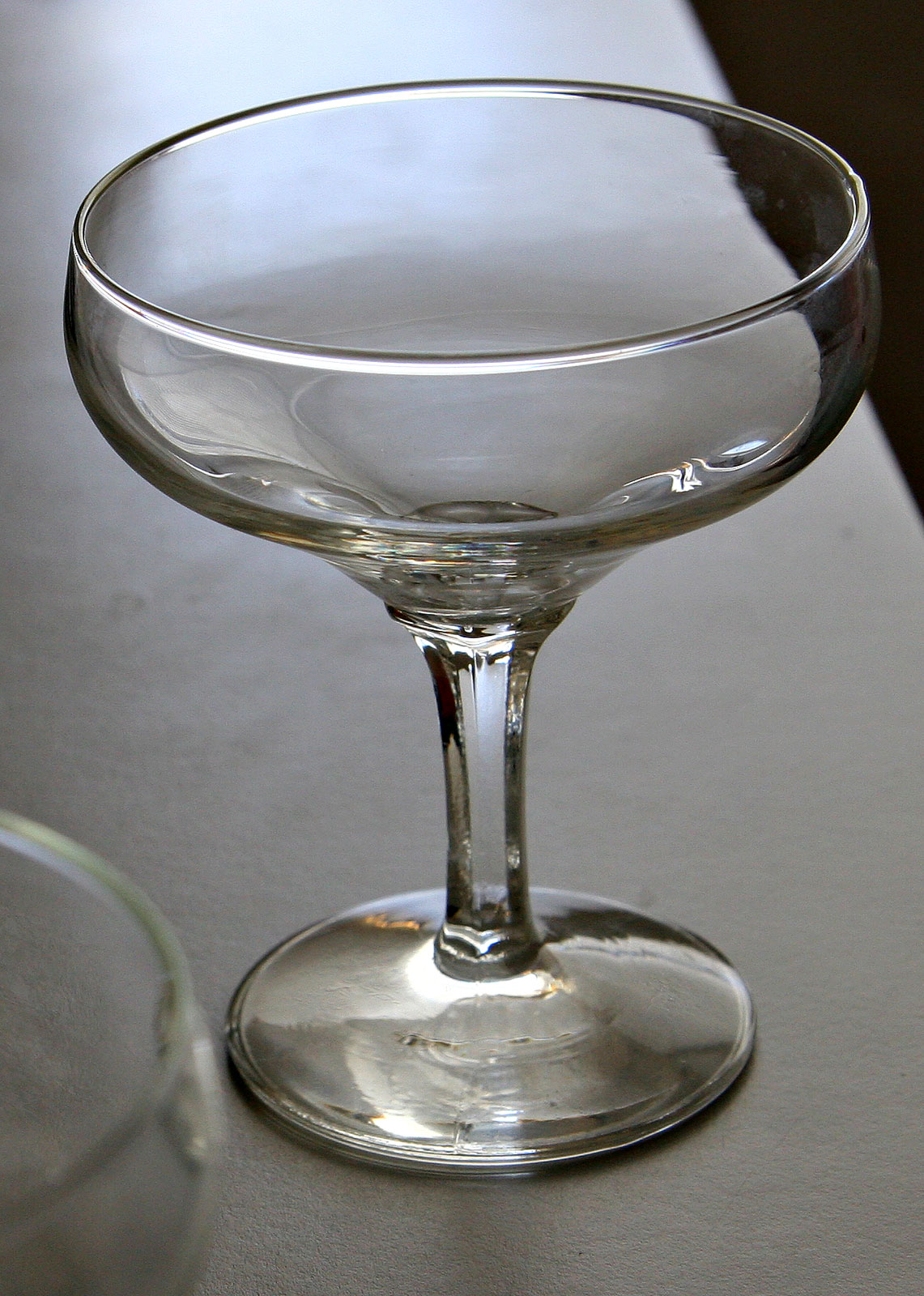
Креманка для игристых вин, банкетный, несколько устаревший бокал для фуршетов

Вино традиционно подаётся в бокалах. Желательно, чтобы бокал был из тонкого стекла на высокой ножке. Высокие бокалы из бесцветного стекла предназначены для сухих и красных вин; для полусладких вин предназначены достаточно широкие, открытые. Для креплёных вин используют бокалы, заметно сужающиеся кверху; для мадеры и хереса — рюмки с суженным цилиндрическим венцом; конические рюмки небольшого объёма предназначены для десертных и ликёрных вин. Для игристых вин и шампанского используют высокие узкие фужеры, так как такая форма бокала замедляет выход пузырьков. Бокал заполняют не более чем на половину, чтобы иметь возможность повращать вино в бокале, оценивая цвет и аромат напитка.

### Откупоривание бутылки
Чем старше вино, тем более бережного обращения оно требует. Для открывания винных бутылок используют штопор, лучше всего винтовой. По правилам нельзя протыкать пробку насквозь. Белое вино желательно откупоривать непосредственно перед тем, как разлить по бокалам. Красное вино лучше откупоривать за 30—40 минут до употребления, чтобы дать вину насытиться кислородом.

## Дегустация вина

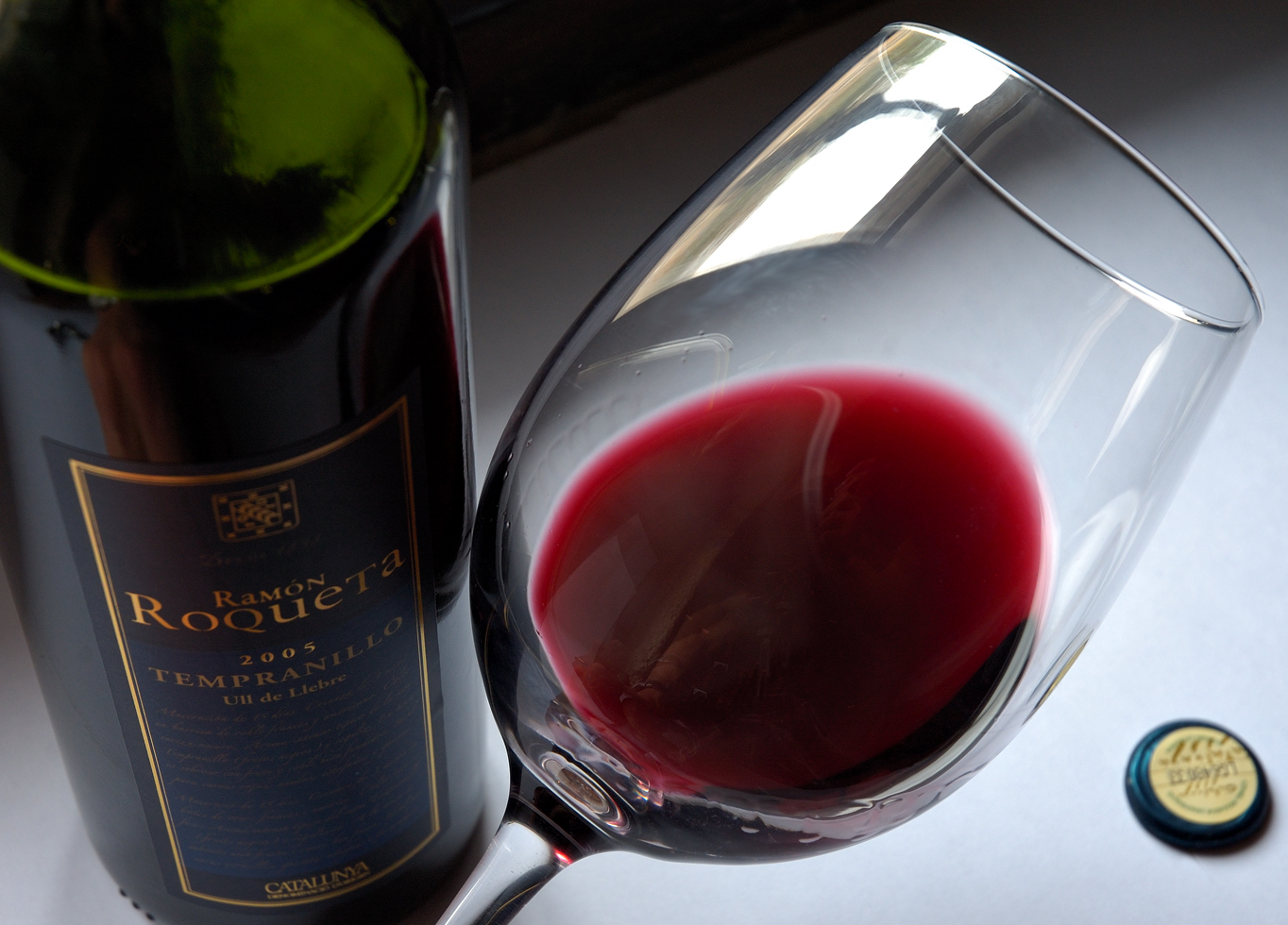
Оценка цвета — первый этап дегустации вина

Дегустация — это органолептическая экспертиза и оценка вина. Вино содержит множество химических соединений, сходных или идентичных содержащимся во фруктах, овощах и специях. Сладость вина определяется количеством остаточного сахара после ферментации.
Некоторые производители рекомендуют открыть вино и дать ему «подышать» пару часов перед подачей, тогда как другие советуют пить немедленно. Перед дегустацией может также проводиться декантация вина для отделения осадка (актуально для старых вин) и аэрации (актуально для молодых вин).
Во время дегустации эксперты выделяют ряд индивидуальных вкусов, появляющихся благодаря комплексу органических молекул, например, терпенов и сложных эфиров, содержащихся в виноградном соке и вине. Опытные дегустаторы могут отделить оттенки вкуса, характерные собственно для винограда, от появившихся в результате влияния других факторов. Так, вкусы шоколада, ванили или кофе появляются благодаря хранению вина в дубовых бочках.

### Этапы дегустации
Последовательность дегустации: от простого к сложному, от белого к красному, от молодого к выдержанному, от сухого к сладкому, от менее крепкого к более крепкому.
Как правило, дегустация состоит из следующих этапов:
- визуальная оценка — цвет;
- оценка аромата вина;
- оценка вкуса;
- оценка послевкусия[37].

Такая дегустация позволяет определить следующие качества напитка:
- сложность и характер;
- потенциал (будет ли напиток развиваться, изменять свои свойства в лучшую или худшую сторону при дальнейшей выдержке);
- возможные недостатки.

Подобная дегустация позволяет оценить качество вина, а затем создать его описание и сравнить с принятыми стандартами.

## Воздействие вина на здоровье человека
Следует помнить, что основой всех алкогольных напитков, в том числе вина, является этанол. В зависимости от дозы, концентрации, пути попадания в организм и длительности воздействия этанол может обладать наркотическим и токсическим действием. Под наркотическим действием обозначается его способность вызвать ко́му, ступор, нечувствительность к боли, угнетение функций ЦНС, алкогольное возбуждение, привыкание. Действие этанола на организм не ограничивается лишь токсическим воздействием. Присутствуют многочисленные и разнообразные биохимические и функциональные изменения, вызываемые этиловым спиртом.
Коалиция алкогольной политики, в состав которой входят Австралийский фонд по вопросам наркотиков, а также Фонд болезней сердца и Раковый совет штата Виктория, опубликовала официальный отчёт, который совпадает со стремлением организации Объединённых Наций противостоять неинфекционным заболеваниям. Авторы отчёта утверждают, что алкоголь — заметный фактор увеличения заболеваемости болезнями сердца, раком и диабетом. С помощью данных отчёта эксперты намерены обратиться к правительству и настоять на реформе налогообложения производителей алкоголя и торговцев спиртными напитками.
После рассмотрения всех научных доказательств австралийские специалисты пришли к выводу, что любой положительный эффект от употребления алкоголя с целью профилактики сердечно-сосудистых заболеваний является преувеличенным. Кэти Белл, руководитель Сердечного фонда штата Виктория, добавляет, что в частности у красного вина нет никаких специальных защитных качеств.
Однако не все исследователи считают вино однозначно вредным для здоровья напитком. Группа учёных Гарвардской медицинской школы в ходе своего эксперимента пришла к заключению, что пара бокалов вина в день могут помочь снизить вес и сжечь жир благодаря особому веществу — ресвератролу.

## Использование в кулинарии
Вино широко применяется в кулинарии, преимущественно винодельческих стран, для приготовления самых различных блюд. Это могут как десерты, так и блюда из мяса и рыбы. Вино придает блюду вкус, аромат, а также текстуру, например, в процессе маринования в вине. Вино используется для тушения мясных блюд, например, в рецептах Кода алла ваччинара, Курица марсала или Петух в вине. В вине тушат или отваривают рыбу (блюдо матлот или Голубой карп). Вином поливают десерты либо используют для их приготовления.

## Вино в культуре и произведениях искусства

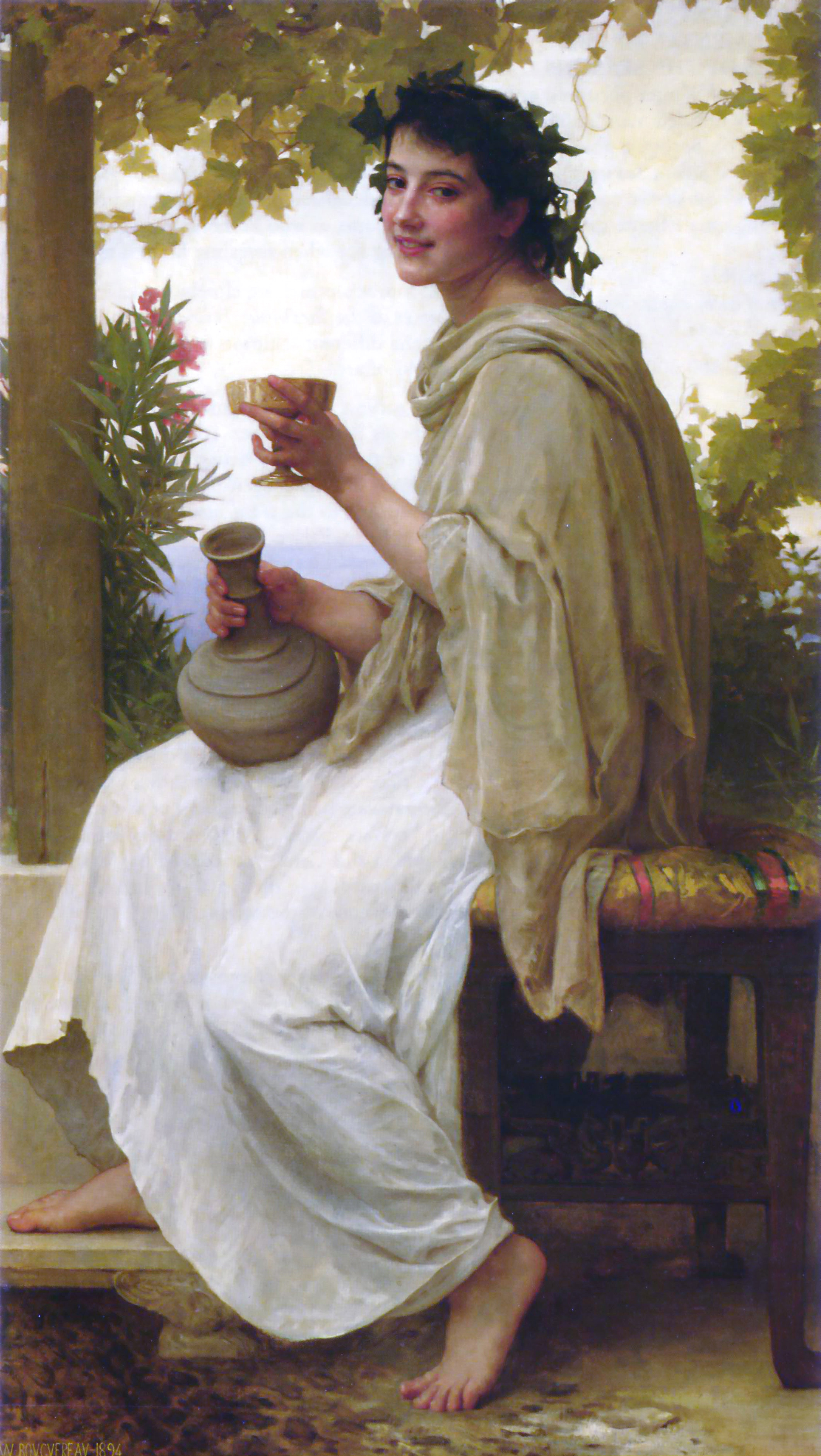
Вильям Бугро, «Вакханка» (1894)

### В античном мире
Существует много мифов о происхождении вина. Один из них повествует о возлюбленном Диониса Ампеле, который после своей гибели был обращён в виноградную лозу, ставшую источником вина.

### В исламской культуре
Вину посвящена поэзия в жанре хамрийят, в частности, антология «Категории сравнений о заре радости» багдадского халифа и выдающегося арабского поэта IX—X веков Ибн аль-Мутазза.

#### В Коране
Из плодов финиковых пальм и виноградников вы получаете опьяняющий напиток и добрый удел. Воистину, в этом — знамение для людей размышляющих.— Коран, 16:67

Обитатели рая будут пить райское вино, которое не будет пьянить.— Коран, 56:19

О вы, которые уверовали! Опьяняющий напиток, майсир, [жертвоприношения] на каменных жертвенниках [и гадание] по стрелам — скверные деяния [,внушаемые] шайтаном. Сторонитесь этого, быть может, вы преуспеете. 
Воистину, шайтан при помощи вина и майсира хочет посеять между вами вражду и ненависть и отвратить вас от поминания Аллаха и намаза. Прекратите ли вы [эти непристойности]?— Коран, 5: 90,91 пер. М-Н. Османова

### В армянской культуре
Армянские поэты позднего средневековья описывали употребление вина как средство общения с Богом[значимость факта?].